# 일원동
일원동(逸院洞)은 대한민국 서울특별시 강남구의 법정동으로 일원본동, 일원1동의 행정동으로 나뉜다. 양재천을 경계로 대치동과 접하며 서쪽으로 개포동과 접하고 있다. 탄천을 경계로 잠실동, 삼전동과 접하고 있으며 이웃하는 수서동, 내곡동과 함께 대모산의 한 자락을 차지하고 있다.
대모산 북편에 있는 일원본동에는 600년이상된 약사여래불(일원동불국사석불좌상)이 있는 불국사와 약300년된 고목인 느티나무 가 있다.
동내 큰 단지로는 상록수아파트가 자리하고 있다.

## 역사
- 본래 경기도 광주군 대왕면 지역.
- 1914년 3월1일 경기도 구역 획정 때에 이 지역에 있던 대청말을 병합하여 경기도 광주군 대왕면 일원리가 되었다.[4]
- 1963년 1월1일 서울특별시 행정구역 확장에 따라 경기도 지역의 12개 면 89개 리와 함께 서울특별시로 편입 되어 성동구 송파출장소의 관할에 들게 되었다. 일원동은 인근 수서동과 함께 원서동사무소가 행정을 담당하였다.[5][6]
- 1970년 5월 18일 일원동으로 개칭하였다.
- 1973년 7월 1일 송파, 언주출장소가 폐지되고 영동출장소 신설로 일원동사무소는 신설된 성동구 영동출장소가 관할하였다.[7]
- 1975년 10월 1일 성동구로부터 강남구가 분리, 신설되었으며, 이 지역을 관할하였던 영동출장소가 폐지됨으로써 일원동은 다른 47개동(법정동)과 함께 강남구에 편입되었다.[8]
- 1992년 10월 1일 일원동이 일원본동, 일원제1동, 일원제2동, 수서동으로 분동되었다.[1]
- 2009년 3월 1일 : 일원제1동, 일원제2동의 동명을 일원1동, 일원2동으로 변경
- 2022년 12월 23일 : 일원2동이 개포3동으로 동명 변경

## 행정 구역
| 법정동 | 행정동   |
| ------ | -------- |
| 일원동 | 일원1동  |
| 일원동 | 일원본동 |

## 교통
- 서울 지하철 3호선 일원역
- 수도권 전철 수인·분당선 대모산입구역

## 문화재
- 일원동 불국사 석불좌상 - 서울특별시문화재자료 제36호
- 일원동 느티나무 - 서울특별시 지정보호수 서23-3[3]

## 의료
- 삼성서울병원
- 성균관대학교 의과대학

## 아파트
| 단지명               | 건설사                | 시행사 | 주소                  | 입주        | 비고                    |
| -------------------- | --------------------- | ------ | --------------------- | ----------- | ----------------------- |
| 디에이치 포레센트    | 현대건설              |        |                       |             |                         |
| 디에이치 자이 개포   | 현대건설 지에스건설㈜ |        |                       |             | 개포공무원 8단지 재건축 |
| 래미안 개포 루체하임 | 삼성물산㈜ 건설부문   |        | 강남구 개포로110길 50 | 2018년 11월 | 개포현대 재건축         |